# キノリン-2-オキシドレダクターゼ
キノリン-2-オキシドレダクターゼ(quinoline 2-oxidoreductase)は、次の化学反応を触媒する酸化還元酵素である。
キノリン + 受容体 + H2O {\displaystyle \rightleftharpoons } キノリン-1(2H)-オン + 還元型受容体
反応式の通り、この酵素の基質はキノリンと受容体と水、生成物はイソキノリン-1(2H)-オンと還元型受容体である。
組織名はquinoline:acceptor 2-oxidoreductase (hydroxylating)である。